# Dugazon (acteur)
Pour les articles homonymes, voir Gourgaud et Dugazon.
Pour les autres membres de la famille, voir Famille Gourgaud.
Jean-Henri Gourgaud, dit Dugazon, est un acteur français de théâtre appartenant à la Comédie-Française, né à Marseille le 15 novembre 1746 et mort fou à Sandillon près d'Orléans le 10 octobre 1809.

## Biographie

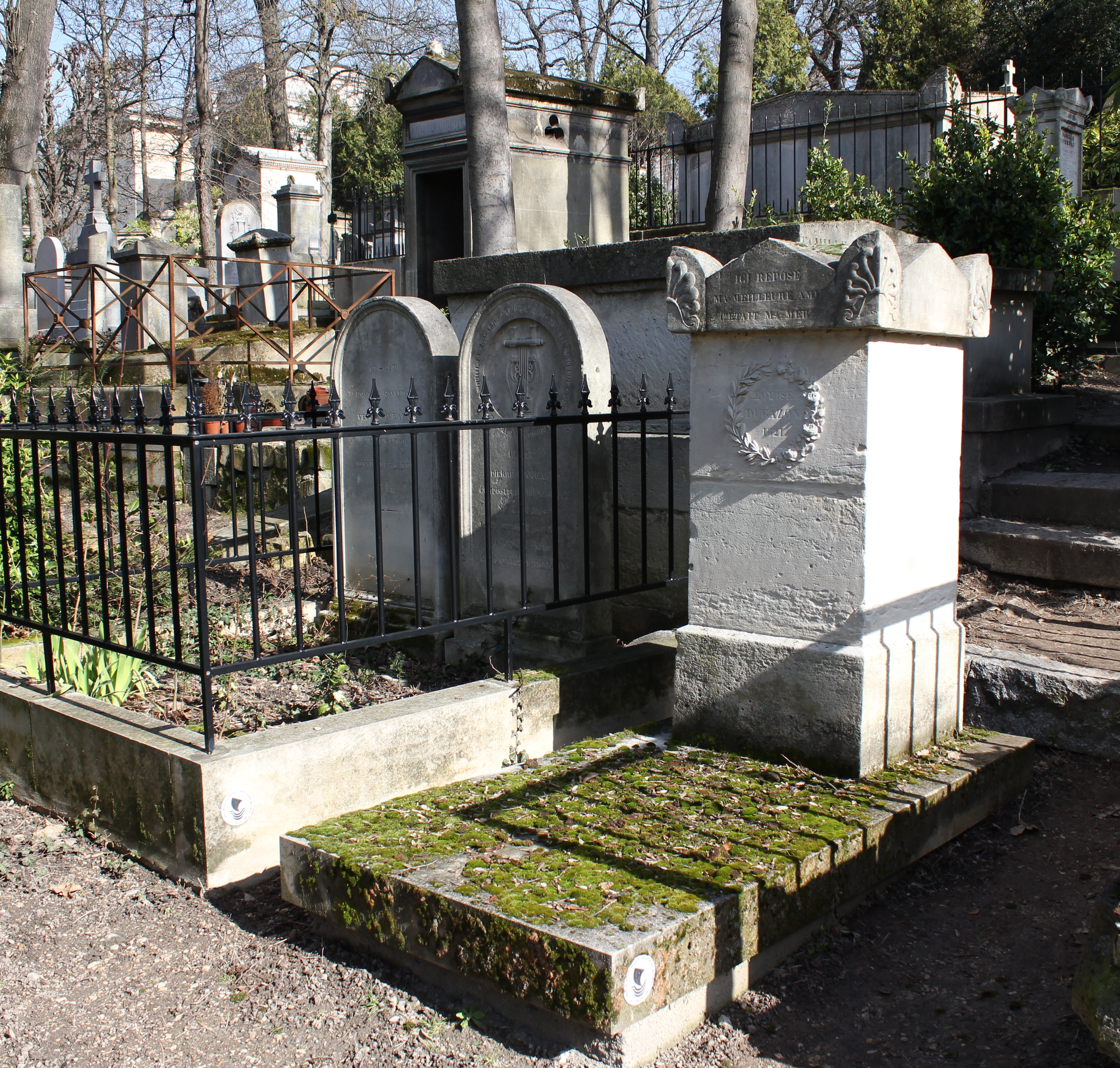
Tombe de la famille Dugazon au cimetière du Père-Lachaise.

Fils du comédien Pierre-Antoine Gourgaud dit Dugazon père, il débute en 1771 au Théâtre-Français dans des rôles de valets de comédie comme Sganarelle. 
En 1776, il épouse une cantatrice nommée Louise-Rosalie Lefebvre, qui devient Madame Dugazon. Malheureusement pour lui, sa femme est volage, d’abord avec des relations discrètes, puis de façon plus ostentatoire. Sa relation avec Anne-Nicolas-Robert de Caze, seigneur de Torcy, est si tapageuse que le couple Dugazon se sépare. Rose Lefebvre poursuit une carrière musicale dans l’opéra-comique, à tel point qu’elle donne son nom aux rôles qu’elle créa. C’est ainsi qu’on appelle « Dugazon » les rôles d’amoureuses et de soubrettes. Quant à Dugazon, il succède à Préville dont il devint presque l'égal, et quitte le théâtre en 1807.
Au XIXe siècle, le Dictionnaire Bouillet affirme qu'« il était remarquable par le jeu de sa physionomie ; il avait de la chaleur et du mordant ; mais il se laissait souvent emporter par l'envie d'exciter le rire, et tombait dans le mauvais ton ».
En 1793, au plus fort de la Révolution française, on le retrouve comme « aide de camp, attaché au Département de la Guerre pour suivre dans les sections de Paris la plus prompte exécution de toutes les mesures relatives au service ». Pendant cette période, Dugazon donna deux pièces de circonstance jugées par le même dictionnaire très médiocres : L'Émigrante et Le Modéré.
Il arrangea en outre et augmenta de trois scènes Les Originaux, comédie de Fagan, qu'il publia en 1802.
Il fut nommé professeur de déclamation au Conservatoire de Paris. 
Au Salon de peinture et de sculpture de 1808, fut exposé, sous le no 174, Portraits de M. Dugazon, artiste du Théâtre-Français, et de son épouse, par Desmarets de Beauvais.
Il est inhumé au cimetière du Père-Lachaise (11e division).

## Théâtre

### Carrière à la Comédie-Française
Entrée en 1771
Nommé 165e sociétaire en 1772
Départ en 1807
- 1771 : Le Légataire universel de Jean-François Regnard : Crispin
- 1771 : Le Médecin malgré lui de Molière : Sganarelle
- 1771 : Amphitryon de Molière : Sosie
- 1771 : L'Homme à bonnes fortunes de Michel Baron : Pasquin
- 1771 : L'Étourdi de Molière : Mascarille
- 1771 : Tartuffe de Molière : Tartuffe
- 1771 : Les Femmes savantes de Molière : Trissotin
- 1771 : Le Festin de pierre de Thomas Corneille d'après Molière : Alonse
- 1771 : Les Originaux de Barthélemy-Christophe Fagan : Brettenville
- 1771 : Le Distrait de Jean-François Regnard : Carlin
- 1771 : Le Misanthrope de Molière : Oronte
- 1771 : L'École des femmes de Molière : Le notaire
- 1771 : L'Avare de Molière : La Flèche
- 1771 : L'Étourdi de Molière : Ergaste
- 1771 : Les Précieuses ridicules de Molière : Mascarille
- 1771 : Le Dépit amoureux de Molière : Mascarille
- 1771 : Le Café ou l'Écossaise de Voltaire : Wasp
- 1771 : La Métromanie d'Alexis Piron : Mondor
- 1771 : Le Père de famille de Denis Diderot : La Brie
- 1771 : Le Fils naturel de Denis Diderot : Charles
- 1771 : Le Légataire universel de Jean-François Regnard : M. Scrupule
- 1771 : Les Précieuses ridicules de Molière : Jodelet
- 1771 : Le Philosophe sans le savoir de Michel-Jean Sedaine : Le domestique de Wanderk fils
- 1772 : L'Avare de Molière : Brindavoine
- 1772 : Eugénie de Beaumarchais : Drink
- 1772 : Le Légataire universel de Jean-François Regnard : Crispin
- 1772 : La Coupe enchantée de Jean de La Fontaine et Champmeslé : Griffon
- 1772 : Le Misanthrope de Molière : Basque
- 1772 : Les Plaideurs de Jean Racine : L'Intimé
- 1772 : Le Café ou l'Écossaise de Voltaire : André
- 1772 : Le Mercure galant d'Edme Boursault : Merlin
- 1772 : Les Femmes savantes de Molière : Lépine
- 1772 : Le Glorieux de Philippe Néricault Destouches : Pasquin
- 1772 : L'École des femmes de Molière : Henrique
- 1772 : Le Glorieux de Philippe Néricault Destouches : Lafleur
- 1772 : Les Plaideurs de Jean Racine : Dandin
- 1772 : L'École des maris de Molière : Le commissaire
- 1773 :  L'Amour à Tempé de Madame de Chaumont : un pasteur
- 1773 : L'Assemblée d'Augustin-Théodore Lebeau de Schosne, suivi de L'Apothéose de Molière (ballet) : l'auteur
- 1773 :  Le Centenaire de Molière de Jean-Baptiste Artaud : Momus
- 1773 : La Comtesse d'Escarbagnas de Molière : Jeannot
- 1774 : La Partie de chasse de Henri IV de Charles Collé : Lucas
- 1774 : Les Amants généreux de Marc-Antoine-Jacques Rochon de Chabannes : Justin
- 1775 : Albert Ier d'Antoine Le Blanc de Guillet : Un homme à projets, puis Gérard
- 1775 : Le Barbier de Séville de Beaumarchais : La Jeunesse
- 1775 : Le Célibataire de Claude-Joseph Dorat : Lafleur
- 1775 : Le Gâteau des rois de Barthélemy Imbert : La Saudière
- 1775 : Le Mariage clandestin de Pierre-René Le Monnier : Richard
- 1776 : L'École des mœurs de Charles-Georges Fenouillot de Falbaire : Patrice
- 1776 : Le Malheureux imaginaire de Claude-Joseph Dorat : Monrose
- 1777 : L'Égoïsme de Jean-François Cailhava de L'Estandoux : Durand
- 1777 : Le Veuvage trompeur de Pierre-Antoine de La Place : Orton
- 1777 : La Comtesse d'Escarbagnas de Molière : Criquet
- 1777 : Le Misanthrope de Molière : Dubois
- 1778 : L'Aveugle par crédulité de Jean-Nicolas Fournel : Frontin
- 1778 : L'Impatient d'Étienne-François de Lantier : un notaire
- 1779 : Laurette d'après Jean-François Marmontel : St Germain
- 1779 : Le Droit du seigneur de Voltaire : Métaprose
- 1780 : Clémentine et Desormes de Jacques-Marie Boutet de Monvel
- 1780 : Les Noces houzardes de Dorvigny : Ruzac
- 1781 : Le Mariage forcé de Molière : Pancrace
- 1781 : La Discipline militaire du Nord d'Adrien-Chrétien Friedel : un sergent
- 1781 : Le Chirurgien de village de Simon Chauvot : Cardiac
- 1781 : Le Rendez-vous du mari de Pierre-Nicolas André de Murville : le commandeur
- 1781 : George Dandin de Molière : Colin
- 1782 : Henriette ou la Fille déserteur de Mademoiselle Raucourt : soldat
- 1782 : L'Inauguration du Théâtre-Français de Barthélemy Imbert : un acteur comique
- 1782 : Le Flatteur d'Étienne-François de Lantier : Germain
- 1782 : Le Satirique de Charles Palissot de Montenoy : M. Pamphlet
- 1782 : Le Vieux garçon de Paul-Ulric Dubuisson : Germain
- 1782 : Les Journalistes anglais de Jean-François Cailhava de L'Estandoux : Crispin
- 1782 : Molière à la nouvelle salle ou les Audiences de Thalie de Jean-François de La Harpe : M. Claque
- 1782 : Le Barbier de Séville de Beaumarchais : Bazile
- 1783 : Le Séducteur de François-Georges Mareschal de Bièvre : Zéronès
- 1783 : Les Marins ou le Médiateur maladroit de Desforges : M. Darcy
- 1784 : L'Avare cru bienfaisant de Jean-Louis Brousse-Desfaucherets : Pasquin
- 1784 : La Fausse coquette d'Étienne Vigée : Frontin
- 1784 : Corneille aux Champs-Élysées de Honoré Jean Riouffe : le poète gascon
- 1784 : Le Mariage de Figaro de Beaumarchais : Brid'oison
- 1785 : L'Épreuve délicate de Philippe-Antoine Grouvelle : un médecin
- 1785 : L'Hôtellerie d'Antoine Bret : Pips
- 1785 : La Comtesse de Chazelle de Madame de Montesson : Gercourt
- 1785 : Les Deux Frères de Guillaume Dubois de Rochefort : Frontin
- 1785 : Edgard, roi d'Angleterre de Marie-Joseph Chénier : Auberton
- 1785 : Le Barbier de Séville de Beaumarchais : Figaro
- 1786 : Le Portrait de Jean-Louis Brousse-Desfaucherets : Gerseuil
- 1787 : L'École des pères de Pierre-Alexandre Pieyre : Marcelin
- 1787 : Le Prix académique de Pierre-Germain Parisau : Grancourt
- 1787 : Les Rivaux de Barthélemy Imbert : Acres
- 1788 : Les Fourberies de Scapin de Molière : Scapin
- 1788 : Le Faux noble de Michel Paul Guy de Chabanon : le baron de Saincennes
- 1788 : Les Réputations de François-Georges Mareschal de Bièvre : le duc
- 1788 : L'Inconséquent d'Étienne-François de Lantier : le docteur
- 1788 : Eugénie de Beaumarchais : Robert
- 1788 : L'Optimiste de Jean-François Collin d'Harleville : Picard
- 1789 : Le Bourgeois gentilhomme de Molière : M. Jourdain
- 1789 : La Mort de Molière de Michel de Cubières : Mauvillain
- 1789 : Le Paysan magistrat de Jean-Marie Collot d'Herbois : Reboleldo
- 1789 : Les Châteaux en Espagne de Jean-François Collin d'Harleville : Victor
- 1790 : Le Réveil d'Épiménide à Paris de Flins des Oliviers : Fatras et Cabriolet
- 1791 : Monsieur de Crac dans son petit castel de Jean-François Collin d'Harleville : M. de Crac

### Théâtre de la République
- 1795 : L'Agioteur de Jean Armand Charlemagne : Boucliac

### Comédie-Française (réunification)
- 1799 : L'École des maris de Molière : Ergaste
- 1799 : Les Amis de collège de Louis-Benoît Picard : Bonard
- 1799 : L'Intrigue épistolaire de Fabre d'Églantine : Fougères
- 1799 : La Dupe de soi-même de François Roger d'après Carlo Goldoni : Ricardo
- 1799 : Les Héritiers d'Alexandre Duval : A. Kerlebond
- 1800 : Pinto ou la Journée d'une conspiration de Népomucène Lemercier : l'archevêque
- 1800 : Caroline ou le Tableau de François Roger : Deschamps
- 1801 : Le Collatéral de Fabre d'Églantine : Zacharin
- 1802 : Les Originaux de Barthélemy-Christophe Fagan : Le Sénéchal
- 1805 : Madame de Sévigné de Jean-Nicolas Bouilly : Beaulieu
- 1807 : Le Souper imprévu ou le Chanoine de Milan d'Alexandre Duval : Sans quartier

## Sources
Cet article comprend des extraits du Dictionnaire Bouillet. Il est possible de supprimer cette indication, si le texte reflète le savoir actuel sur ce thème, si les sources sont citées, s'il satisfait aux exigences linguistiques actuelles et s'il ne contient pas de propos qui vont à l'encontre des règles de neutralité de Wikipédia.
- Base documentaire La Grange sur le de la Comédie-Française (pièces et rôles joués)